# Reda Zam Zam
Reda Zamzam (født 20. april 1980 i Beirut i Libanon) er en tidligere dansk professionel bokser. Han er opvokset i Århus.
Han havde sin professionelle debut 24. maj 2002 mod Mike Kelly i Aalborg. Zamzams første nederlag kom i kamp 24, da han i Parken den 24. marts 2007 tabte på knockout til Carlos Donquiz fra Venezuela.
Han deltog i Robinson Ekspeditionen 2010, hvor han opnåede en 13. plads.
I en årrække havde Zamzam været holdt væk fra ringen af skanninger, der har vist skader på hjernen.
Efter en lang ventetid på 4,5 år gjorde Reda Zamzam den 17. december i 2011, comeback, hvor han knockoutede Aliaksei Volchan i de sidste sekunder af første omgang ved TV 2 Fight Night i Herning. Reda Zamzam kontrollede hele første omgang, og ét sekund før gonggongen lød, satte han det afgørende slag ind med højrehånden. Aliaksei Volchan kunne med et brækket ribben ikke komme på benene igen og Zamzam blev erklæret som vinder af knock out.